# Cardeal da Silva
Cardeal da Silva es un municipio brasileño del estado de Bahía. Su población estimada en 2004 era de 8.872 habitantes.